# Sarah Levy (rugby à XV)
Pour les articles homonymes, voir Lévy.
Pour la réalisatrice française, voir Sarah Lévy.

a Compétitions nationales et continentales officielles uniquement.

b Matchs officiels uniquement.
Sarah Levy, née le 27 décembre 1995 au Cap (Afrique du Sud), est une joueuse internationale américaine de rugby à XV et internationale de rugby à sept. Elle joue au poste d'ailier à XV et aux postes de talonneur, d'ailier, de centre ou de pilier à sept.
Aux Jeux olympiques de Paris en 2024, elle participe à l'obtention par son équipe des États-Unis de la médaille de bronze de rugby à sept.

## Biographie

### Jeunesse et formation
Sarah Levy naît au Cap, en Afrique du Sud, dans une famille juive,,. Son père Denis est sud-africain, sa mère Susan américaine. Son père est un ancien joueur de rugby à XV, tout comme un grand-oncle qui a fait partie de l'équipe de la Western Province,. Un arrière-grand-père paternel, Louis Babrow (en), a été actif dans l'opposition à l'apartheid et a été dans les années 1930 un des premiers juifs sélectionnés avec les Springboks,,.
La famille Levy immigre en Israël en 1997 puis quelques années plus tard déménage à San Diego en Californie,,,. Elle y fait du cross-country, de l'athlétisme, participe à des compétitions de golf et de football.
À l'université du Nord-Est elle obtient en 2018 un bachelor en sciences de la santé, puis passe en 2023 un doctorat en physiothérapie à l'université de Saint Augustine (en) à San Marcos,. Elle travaille l'année suivante dans une clinique de physiothérapie du Connecticut,.

### Carrière rugbystique
Sarah Levy commence le rugby à l'âge de 18 ans à l'université du Nord-Est,,. Elle joue successivement pour les Surfers de San Diego (en) et pour le New York Rugby Club (en), clubs de rugby à XV de la Women's Premier League,. Elle est sélectionnée pour un match avec les Barbarians, suivant en cela les traces de son arrière-grand-père,,.
En 2018, elle obtient sa première cape avec les États-Unis, jouant ailière lors d'une rencontre contre l'Angleterre.
Elle passe rapidement au rugby à sept. Dans cette discipline elle sait occuper les postes de talonneuse, d'ailière, de centre ou de pilier,,. En 2022, elle rejoint le programme USA Sevens et fait ses débuts dans les World Rugby Sevens Series à Malaga,.
Elle participe aux Jeux olympiques de Paris 2024 au sein de l'équipe des États-Unis de rugby à sept pour le tournoi de rugby à sept en juillet 2024,,. L'équipe, alors quatrième au classement mondial, remporte la médaille de bronze. Sarah Levy marque un essai dans le premier match.